# 前額骨

馳龍的頭骨解剖圖

前額骨（英語：prefrontal bone）是將許多四足動物頭骨中的淚骨和額骨分開的骨骼。 它首先在肉鰭魚總綱的演化支扇鰭綱中進化，這其中包括肺魚和四足型類 。前額骨存在於大多數現代和滅絕的肺魚、兩棲動物和爬行動物中。 前額骨結構在早期哺乳動物中丟失，因此在現代哺乳動物中也不存在。